# 彌彦神社事件
彌彦神社事件 （いやひこじんじゃじけん、やひこじんじゃじけん）、彌彦神社丙申元旦事故（やひこじんじゃひのえさるがんたんじこ）または彌彦事件（やひこじけん）:124は、1956年（昭和31年）1月1日午前0時過ぎ、新潟県西蒲原郡弥彦村の彌彦神社（弥彦神社）境内で起こった大規模群集事故で、初詣客124名が死亡した:125。

## 事件の概要
この日、彌彦神社には前日の1955年（昭和30年）12月31日から約3万人:124が殺到していた。弥彦神社では、二年参り（大晦日の夜に参拝し、そのまま年越しして再び参拝する）において、この前年から紅白の「福もち」撒きが行われていた。福餅まきは、午前0時の花火を合図にする旨が掲示されており、午前0時の花火の打ち上げを合図に、神社の職員8名が、随神門の両翼舎の屋根に組まれた櫓から拝殿前の広場にいた数千名の参拝者に向かって餅まきを行った:124-125。餅まきは3分ほどで終わったが、群衆は餅まきを期待してすぐには動かず、大規模な移動が始まったのは12発の打ち上げ花火が終わった頃からだった:125。

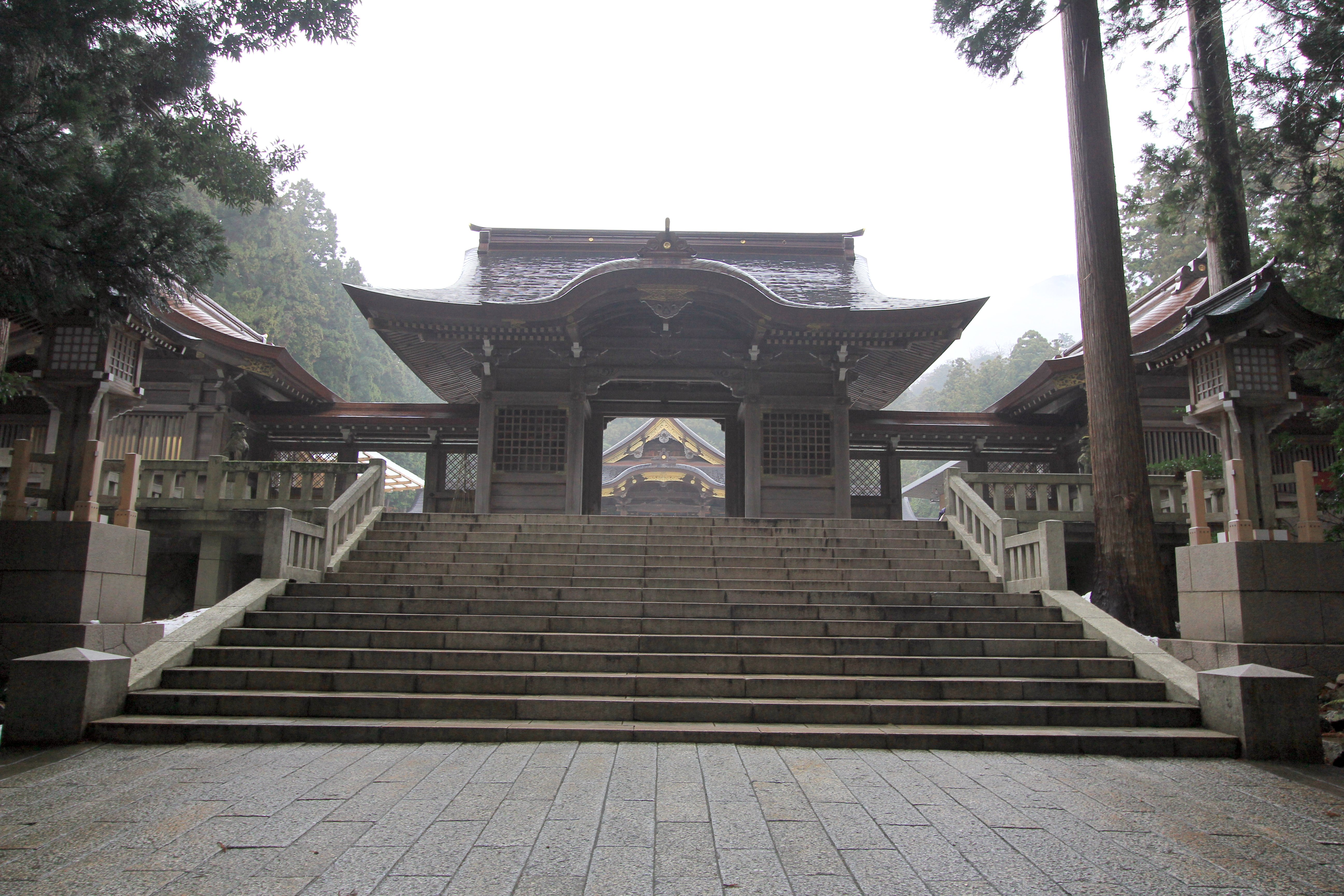
随神門と石段、門の奥に拝殿が見える（2012年）。事故当時の石段はこれより幅が狭く（7m74、勾配約17度）、途中の踊り場もなかった。最上段から門までは約2m半

事故発生時、拝殿に向かう者と、参拝が終わり戻る者とが、随神門の前中央の15段ある石段付近でぶつかり合い、滞留した。1月1日午前0時20分頃に撮影された写真と撮影者の証言によると、門を背にした帰り客の群衆と、参拝に向かう群衆とが石段の下辺りで衝突し、足元を覗き込む客と手を振り合図する客が写されており、この時すでに人が転倒していた。人の重さにより玉垣も崩壊し、支えを無くした参拝客が後ろから押し出されるように次々と高さ3mの石垣から転落、折り重なるように倒れ込んだと報道されたが、先の撮影者は「これは大変な誤報です」とメモしており、石垣から落ちて負傷した者もいたであろうが、死者の多くは石段の中段より下の部分で、遭難者を相当搬出したのちでも4尺ほど折り重なるように亡くなっていたと目撃談を残している。人圧は30トンを優に超える場所もあったという。餅まきが終わった拝殿前の庭でも混雑は酷く、足が浮く、転倒する、胸が圧迫されて失神するなどが起こっていた。
多くの警察官がバス駐車場の交通整理に割り振られて境内にいなかったこと:125も事態に拍車をかけ、胸部圧迫による窒息や頭蓋底骨折により死者124人:125・重軽傷者80人:125（肋骨骨折、打撲傷等重軽者177名とも）を出す大惨事になった。

## 原因
「越後一宮」の異名を持つ弥彦神社は多くの人が初詣に来ていたことに加え、大晦日から元日にかけて行われる二年参りという風習があり、元々混雑しやすかった。さらに、事故当時は雪のない元日であった上、前年は豊作で経済的に余裕のある家庭が多かった:124。またバスなど公共交通機関が新潟県内でも大きく発達した時期で、近隣市町村のみならず遠方からの参拝者が増えていた。このためそれまで多い年でも2万人程度だった弥彦神社の参拝者が、約3万人と大幅に増加していた。
事故発生時の0時20分頃は、神社から約1km弱の国鉄弥彦駅に11時38分到着予定の参拝列車が遅延で11時58分に到着し、1826名の客が一斉に神社に向かっており、反対に帰路客は0時40分発の列車に乗ろうと駅に急いでいた。
これに対して警備の警察官は前年よりも多い3個分隊36人であり、参詣人の繰り出す夜8時頃から神社周辺の警備にあたっていたが、その多くが交通整理に回っていた:125。神社側は人出が増えることを事前に予測し、8基だった照明を12基に増やしていた:124。

## その後
1956年10月15日、弥彦神社、弥彦村、日本赤十字社新潟支部、新潟日報社の共催により、神社境内において合同慰霊祭を執行。慰霊祭に際し昭和天皇、香淳皇后から花料を賜った。
この事故を受けて、国家公安委員会は警備にあたった新潟県警察本部の責任を検討、県警本部長が引責辞任し:126、幹部らが戒告・異動処分を受けている。彌彦神社も正宮司・権宮司2人が引責辞職した上、福餅蒔きも当年限りで中止となった。神社の責任者ら4名が過失致死で逮捕された。巻簡易裁判所では無罪とした一方、1967年5月に最高裁で有罪が確定した。
本件を受け、随神門近くの通路や石段の拡張が行われた、翌年の1957年の初詣からは参道が一方通行となり、帰り客は裏参道を通ることになった。また、後世に伝えるための慰霊碑が建てられた。
本件は群衆事故の危険性の例として言及されることがあり、例えば新潟県知事の花角英世による2022年11月2日の定例会見では、少し前に発生した梨泰院群衆事故に関連した話題の中で、本件について言及している。
死者の35％が20代であったことから、子を持つ親も多く、弥彦神社では遺児に対する奨学金制度を設け、のべ52人の遺児に支給され、9年後の1965年に最後の受給者が卒業したのを機に終了した。